# Phorbia pilicerca
Phorbia pilicerca är en tvåvingeart som beskrevs av Masayoshi Suwa 1977. Phorbia pilicerca ingår i släktet Phorbia och familjen blomsterflugor.
Artens utbredningsområde är Nepal. Inga underarter finns listade i Catalogue of Life.